# Phymaspermum acerosum
Phymaspermum acerosum es una especie de planta floral del género Phymaspermum, tribu Anthemideae, familia Asteraceae. Fue descrita científicamente por (DC.) Källersjö.
Se distribuye por la provincia de KwaZulu-Natal, provincia del Cabo y Suazilandia.